# فرن
فرن (به فرانسوی: Fareins) یک کمون در بخش ان در ناحیه اوورنی-رون-آلپ در شرق فرانسه است.

## اماکن و بناهای تاریخی
- قلعه فلشه در قرن هفدهم، شامل نقش‌های تزئینی ایتالیایی ۱۶۳۲، سالن‌های چوبی مربوط به لوئی پانزدهم، آشپزخانه‌ها، باغ‌های فرانسوی و یک پارک انگلیسی.
- کلیسای نوتردام عروج مریم در قرن شانزدهم
- قلعه بوشه

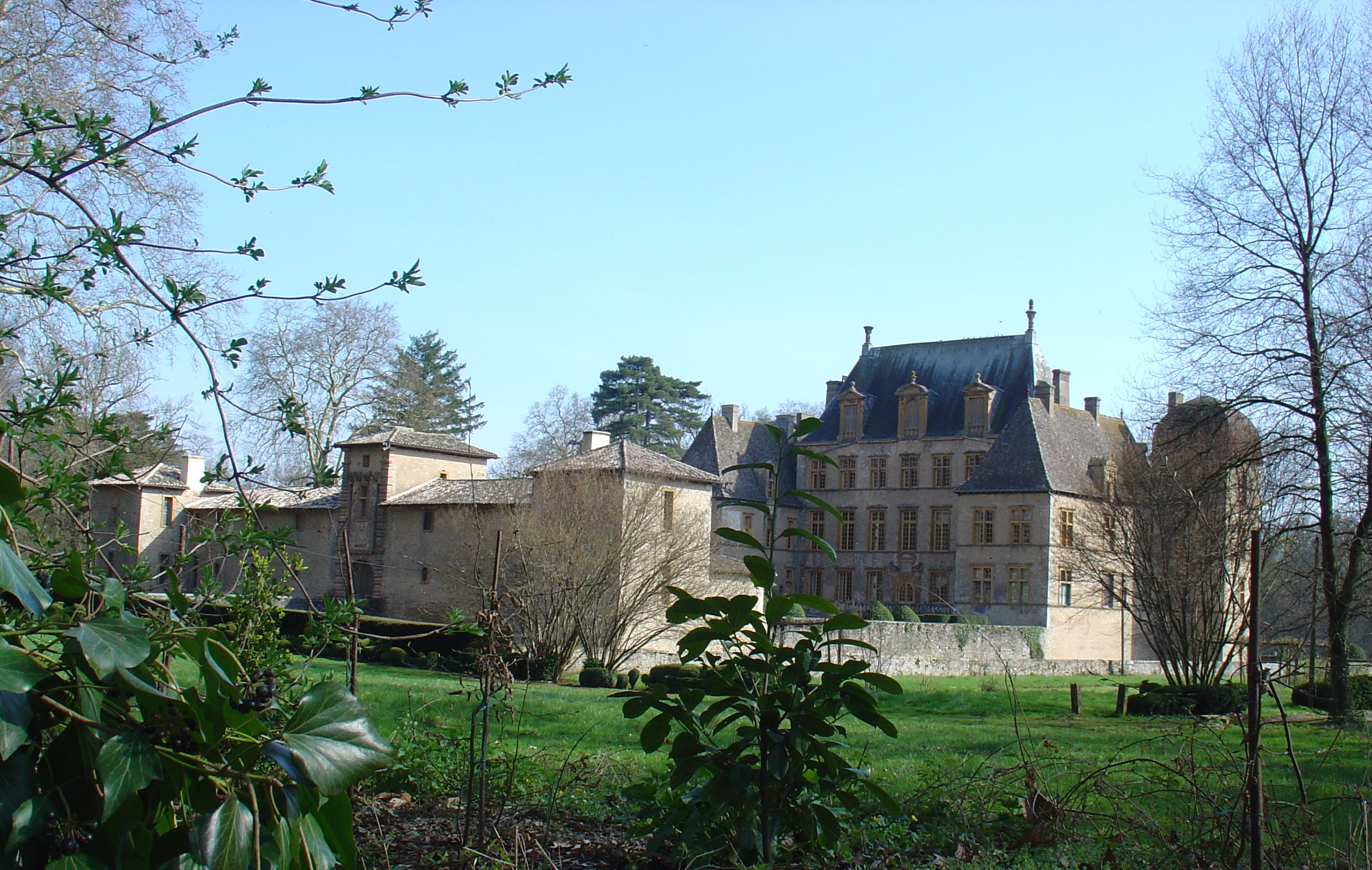
قلعه فلشه
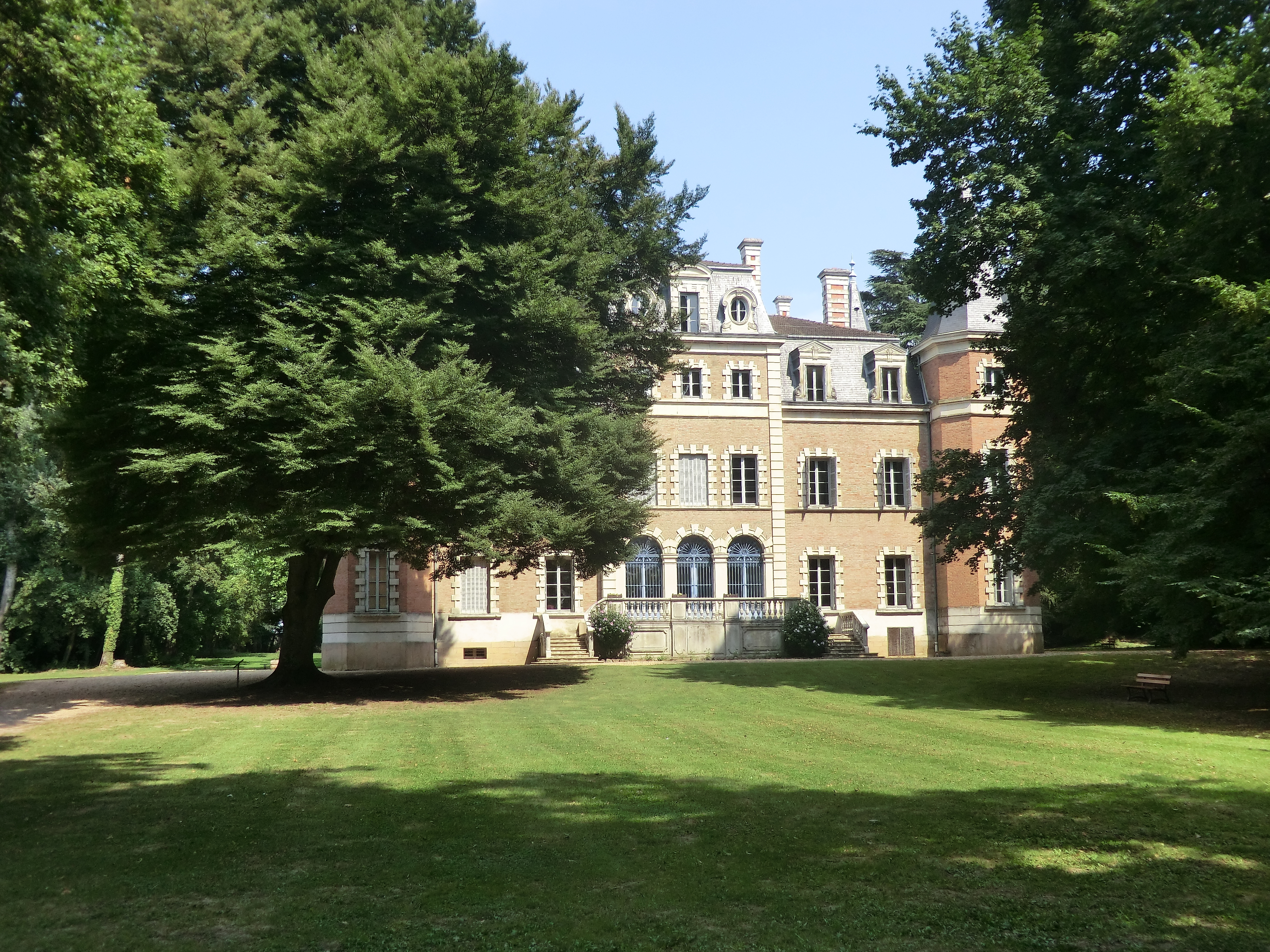
قلعه بوشه
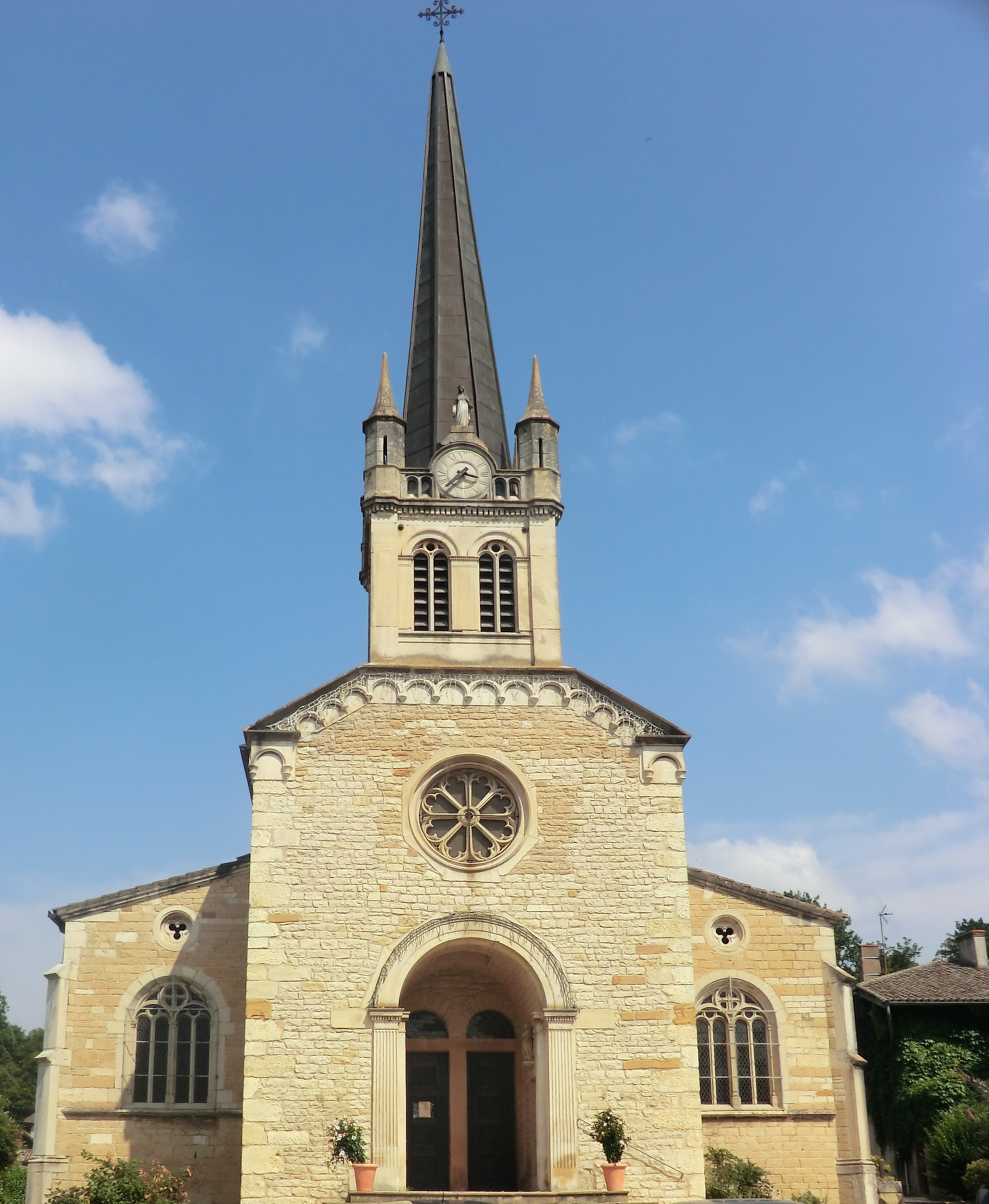
کلیسای نوتردام عروج مریم